# Atractodes robustus
Atractodes robustus là một loài tò vò trong họ Ichneumonidae.